# اندی برکمن
اندی برکمن (انگلیسی: Andy Breckman؛ زادهٔ ۳ مارس ۱۹۵۵) فیلم‌نامه‌نویس، موسیقی‌دان، و مجری رادیو اهل ایالات متحده آمریکا است.